# Francis X. Rocca
Francis X. Rocca, vollständig: Francis Xavier Rocca, (* 1963 in Washington, D.C.) ist ein US-amerikanischer Journalist.

## Leben
Francis X. Rocca ist der Sohn des Unternehmers Marcel X. "Jack" Rocca (1929–2004) und  Maria-Luisa Villar Borda; er hat zwei Brüder, Lawrence und Maurice (Mo Rocca).
Er studierte Geschichte an der Harvard University (Bachelor) und Geisteswissenschaften am St. John's College in Annapolis (Master) sowie Renaissance Studies an der Yale University (Ph.D.).
Rocca war Chefredakteur von The American Spectator. Er lebt seit 1999 in Rom, Italien, und arbeitet für zahlreiche Zeitungen und Magazine wie The Wall Street Journal, The Times, Forbes, BusinessWeek, The Atlantic Monthly und weitere.
Er publiziert vor allem zu Themen der europäischen Politik, Bildung, Kunst und Kultur. Er befasst sich vor allem mit Themen des Heiligen Stuhls. Er hat 2005 zusammen mit Rockwell A. Schnabel das Buch "The Next Superpower?" veröffentlicht. 2015 war er Regisseur des Dokumentarfilms “Voices of Vatican II: Participants Recall the Council”.